# Microphyllium
Microphyllium is een geslacht van Phasmatodea uit de familie Phylliidae. De wetenschappelijke naam van dit geslacht is voor het eerst geldig gepubliceerd in 2001 door Zompro.

## Soorten
Het geslacht Microphyllium omvat de volgende soorten:
- Microphyllium pusillulum (Rehn & Rehn, 1934)
- Microphyllium spinithorax Zompro, 2001